# Fernando Solera
Fernando Gaya Solera (Ribeirão Preto, 14 de dezembro de 1932) é um ex-narrador esportivo e ex-radialista brasileiro.

## Carreira
Começou a carreira na rádio Difusora (1957, das Emissoras Associadas) até ir para a rádio e TV Bandeirantes (por 25 anos) e usava o jargão na Bandeirantes na hora do gol "O melhor futebol do mundo no 13!"; transfere-se para a Rede Record e entra para a equipe esportiva da TV Gazeta (1989 a 2014), como narrador e comentarista da Mesa Redonda Futebol Debate; cobre várias Copas do Mundo, destacando-se na sua carreira com a atuação na Copa do México, quando divide o pool de emissoras com Geraldo José de Almeida, Walter Abrahão e Oduvaldo Cozzi, onde também apresentava um programa esportivo. 
Na Copa do Mundo FIFA de 1970 esteve na equipe juntamente com Roberto Petri, Geraldo Bretas, Walter Abrahão e Ely Coimbra. Na final entre Brasil e Itália, Solera narrou os 3 últimos gols do Brasil, sendo carinhosamente apelidado de O Boca de Ouro.
Integrou o time da TV Gazeta, atuando como narrador esportivo, em fevereiro de 2014 deixou a emissora, aos 81 anos de idade, onde estava desde 1989, alegando renovação na equipe esportiva, a emissora demite o narrador e no dia 1º de junho estreia o humorístico Chuchu Beleza, com Felipe Xavier